# Список малих тіл Сонячної системи
Список списків, який містить переліки малих тіл та карликових планет Сонячної системи.
- Список комет
- Список астероїдів
- Список астероїдів, названих на честь людей
- Алфавітний список астероїдів, названих на честь людей
- Нумерований список астероїдів, названих на честь людей
- Списки "видатних астероїдів":
  - Список найбільших астероїдів
  - Список наймасивніших астероїдів
  - Список астероїдів з найшвидшим та найповільнішим обертанням
  - Список ретроградних астероїдів
  - Список астероїдів з великим нахилом орбіти
  - Список троянський астероїдів
  - Список малих планет і комет, відвіданих космічними апаратами
- Список транснептунових об'єктів
- Список астероїдів без номеру за каталогом
- Список гіпотетичних карликових планет